# Законодавчий сейм (1947—1952)
Законодавчий сейм (пол. Sejm Ustawodawczy) — польський сейм, обраний 19 січня 1947 на сфальсифікованих комуністичною Польською робітничою партією (попередницею ПОРП) парламентських виборах. Скликаний із метою ухвалення нової конституції. Діяв згідно з положеннями, викладеними в Конституційному акті від 19 лютого 1947 (так звана Мала конституція 1947 р.). Маршалком (спікером) цього сейму був Владислав Ковальський зі Стронніцтва Людового.
5 лютого 1947 сейм обрав на посаду Президента Польщі Болеслава Берута. За відсутності сенату заявлено про вигідну комуністам неможливість обрати президента в порядку, передбаченому ст. 39 Конституції від 17 березня 1921 р. На тому самому засіданні сейм прийняв конституційний закон про вибори Президента Республіки, згідно з яким Президента обирав сейм, а не Національні збори.
22 липня 1952 сейм прийняв Конституцію Польської Народної Республіки.